# Bad Wiessee
Bad Wiessee é um município da Alemanha, no distrito de Miesbach, na região administrativa de Oberbayern, estado de Baviera.